# Rue de Fontenay (Sceaux)
Pour les articles homonymes, voir Rue de Fontenay.
La rue de Fontenay est un axe de communication de Sceaux dans les Hauts-de-Seine,.

## Situation et accès

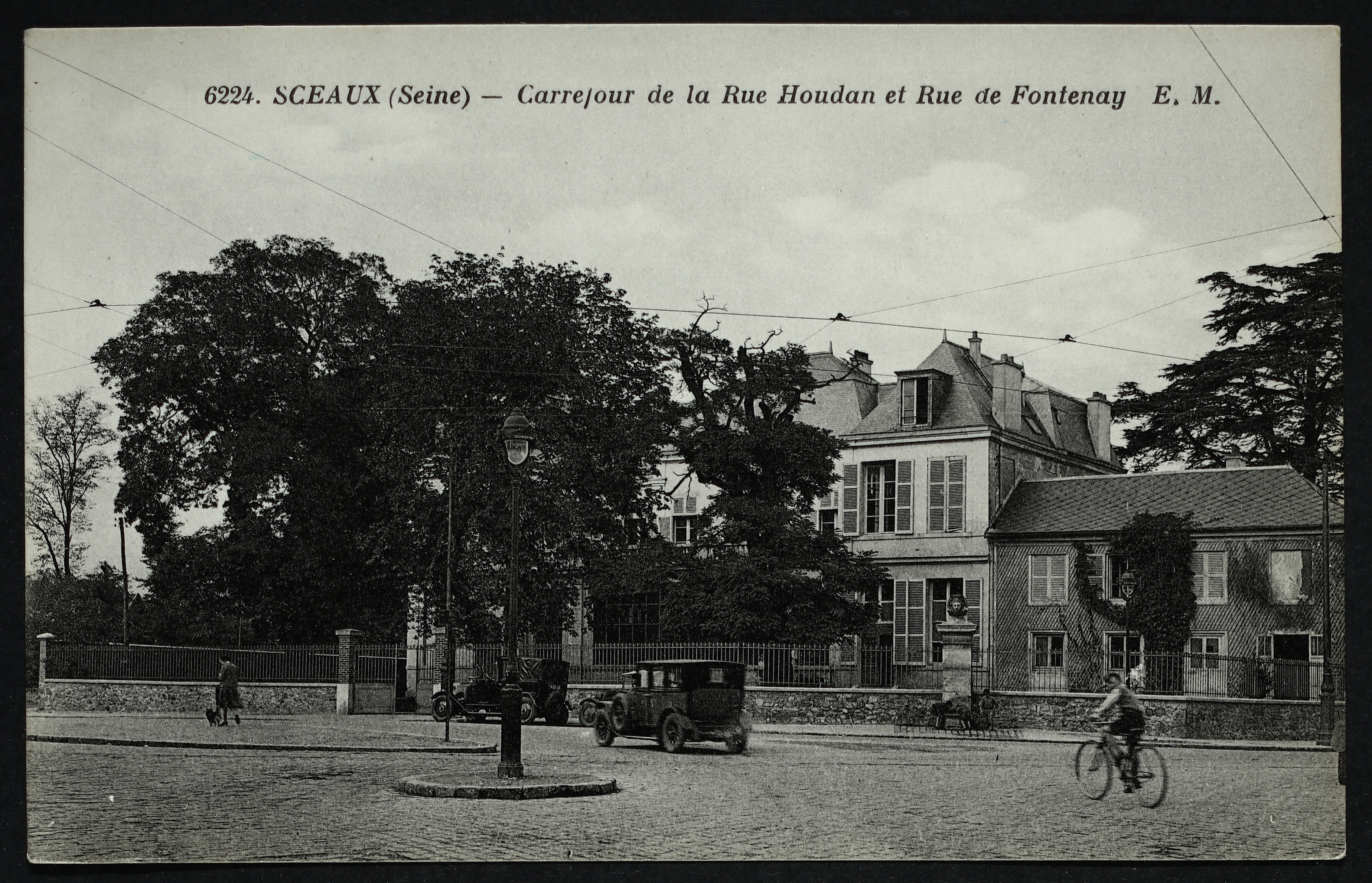
Au carrefour de la rue Houdan.

Partant au nord de la limite de Fontenay-aux-Roses, dans la vallée de la Fontaine-du-Moulin, elle se dirige en ligne droite vers le sud puis, au droit de la rue du Lycée, oblique vers le sud-ouest-sud et se termine place du Général-de-Gaulle, au carrefour de la rue Voltaire, de la rue Houdan et de l'avenue de Camberwell.
Sa desserte est assurée par la gare de Sceaux.

## Origine du nom

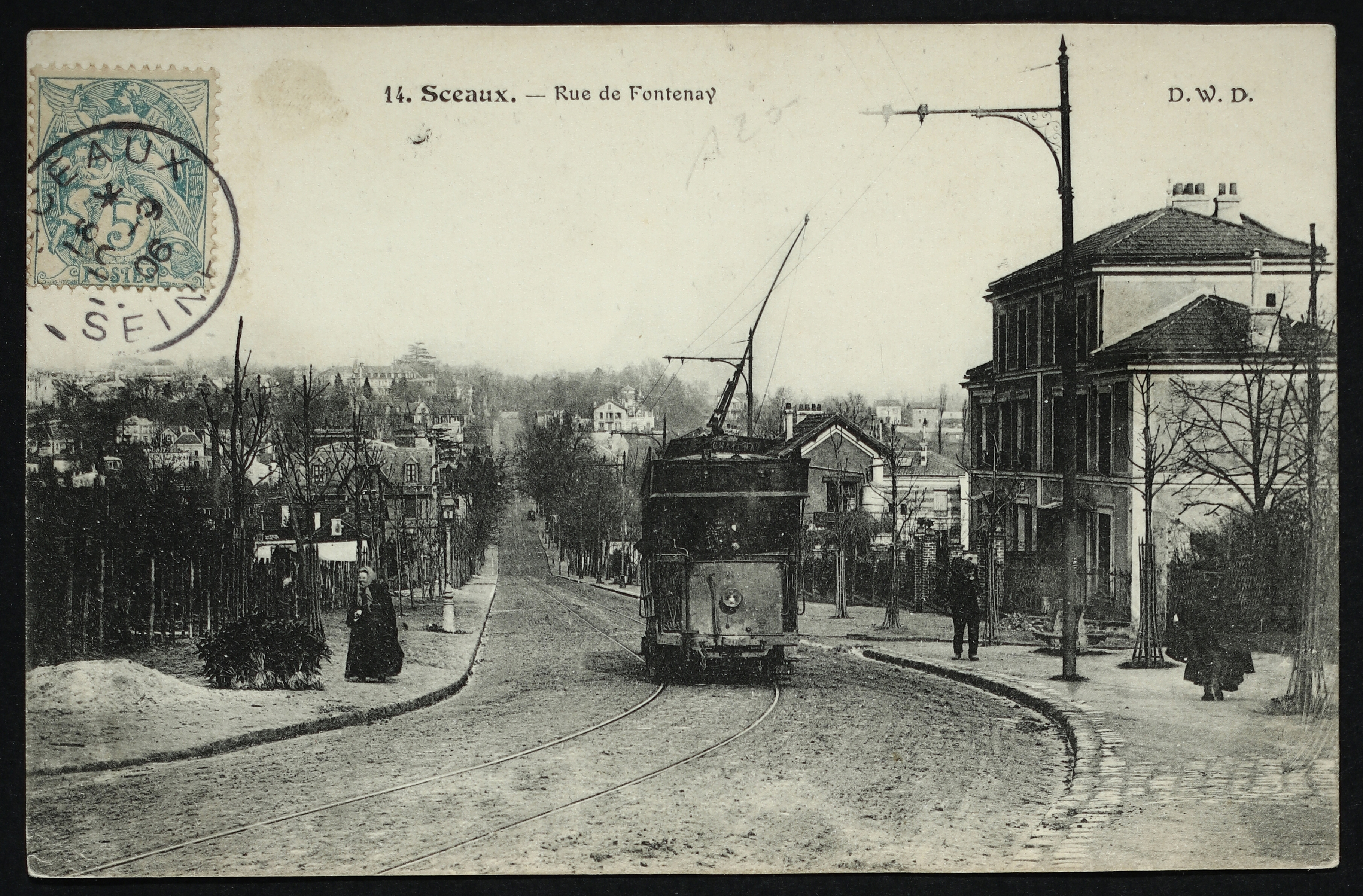
La rue de Fontenay vers 1900.

Cette rue tient son nom de la commune de Fontenay-aux-Roses vers laquelle elle se dirige.

## Historique

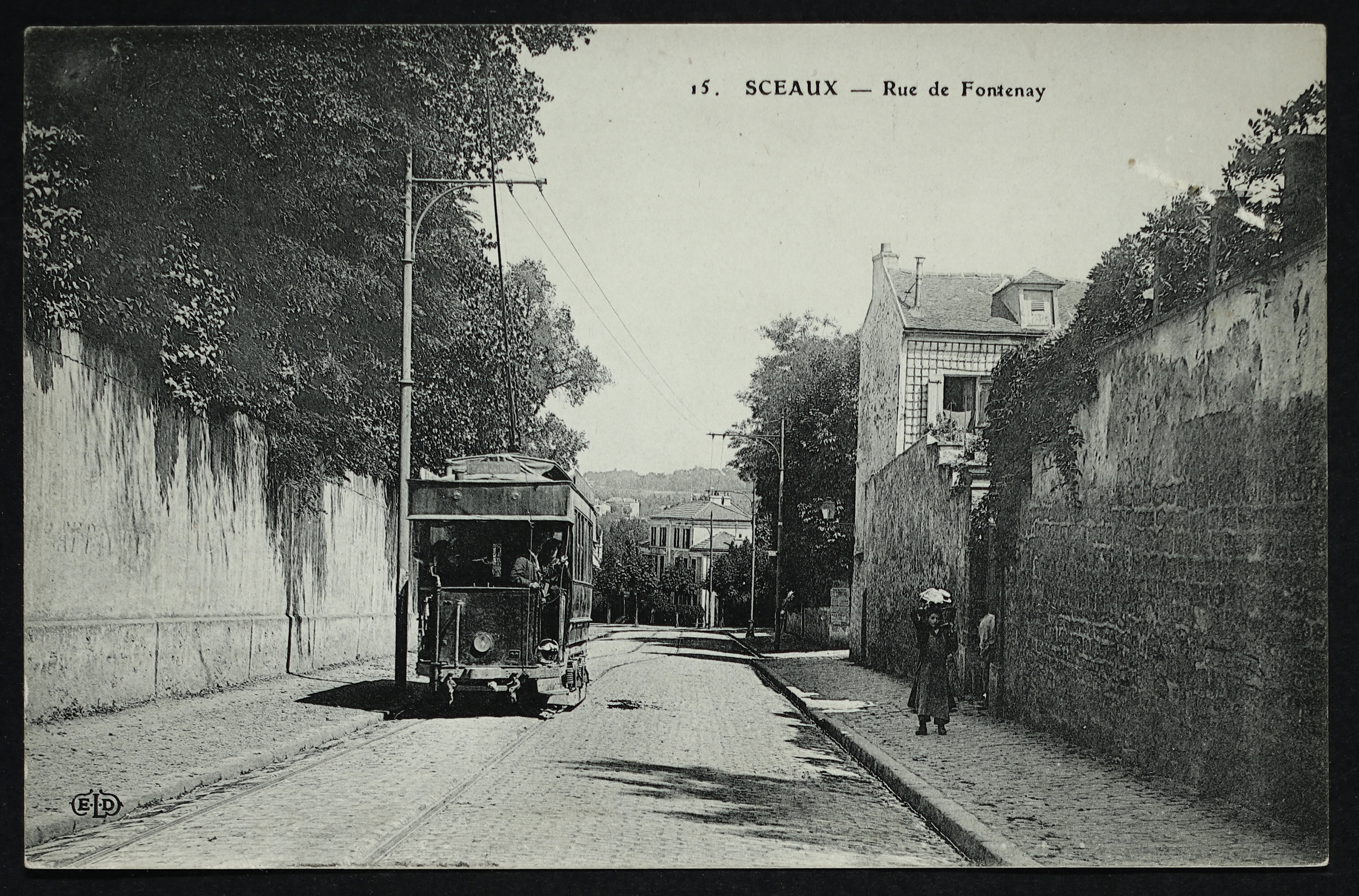
La ligne de tramway.

Ancien chemin vicinal de grande communication no 75, la rue de Fontenay s'est tout d'abord communément appelée chemin de Fontenay-aux-Roses. Le 21 novembre 1793, le conseil général de la commune la renomme rue Floréal, avalisant le choix de la Société Républicaine. C'était à l'époque une voie empierrée, de six mètres de large, et dont les trottoirs étaient arborés.
Elle a été réaménagée en 2009.

## Bâtiments remarquables et lieux de mémoire
- Ancien domicile du céramiste François Guillaume Mony.
- Ancienne gare intermédiaire de la ligne de Sceaux, appelée « Fontenay ».
- Château de l'Amiral, bâtisse du XVIIe siècle[7].